# Национальная футбольная лига
Национа́льная футбо́льная ли́га (НФЛ; англ. National Football League [NFL]) — профессиональная лига американского футбола в США. В настоящее время в НФЛ играет 32 команды. Лига была создана в 1920 году под названием «Американская профессиональная футбольная ассоциация» и получила своё нынешнее название в 1922 году. Наибольшую популярность НФЛ обрела в 1960—1970-х годах после объединения с конкурирующей лигой — Американской футбольной лигой.
32 команды разделены на 2 конференции по 16 команд: Американскую и Национальную, каждая из которых, в свою очередь, разделена на 4 дивизиона по 4 команды: Восточный, Западный, Северный и Южный. В течение регулярного сезона, начинающегося в сентябре и продолжающегося 18 недель, каждая команда играет 17 игр. После окончания сезона 14 лучших команд (до сезона 2019 включительно — 12) играют по системе плей-офф. Финал плей-офф — Супербоул — самое популярное спортивное событие США.

## Ранние годы
Американская профессиональная футбольная ассоциация была образована в 1920 году в городе Кантон (штат Огайо) став первой лигой по американскому футболу в Соединённых Штатах, в которой игрокам платили за игру. Легендарный атлет Джим Торп из «Кантон Буллдогз» стал первым президентом лиги. Только четыре команды из 11 начавших, закончили сезон 1920 года. «Акрон Прос», не проиграв ни одной игры, стали первыми победителями. В 1921 году число команд увеличилось до 22, но на протяжении всех 1920-х годов количество участников оставалось нестабильным и лига была не главным национальным видом спорта, проигрывая бейсболу.
К 1934 году, все команды из маленьких городов, за исключением «Грин-Бей Пэкерс», переехали или были заменены командами из больших городов. Ежегодная игра за звание чемпиона была введена в 1933 году, а ежегодный драфт молодых игроков из университетов впервые прошёл в 1936 году. Именно в течение этой эры хозяева клубов НФЛ, из-за влияния владельца команды «Бостон Брэйвз» Джорджа Престона Маршалла, не приглашали к себе чернокожих игроков. Данная практика была устранена в 1962 году.
Университетский футбол тогда был популярней, но к концу Второй мировой войны, профессиональный футбол стал соперничать с университетским за зрительский интерес. Изменения правил и инновации в стратегиях привели к зрелищности и результативности игр. Лига также начала расширяться за пределы востока и среднего запада. В 1945 году «Кливленд Рэмс» переехали в Лос-Анджелес, став второй профессиональной командой из четырёх главных лиг Северной Америки на западном побережье. В 1950 году НФЛ приняла три команды из прекратившей своё существование Всеамериканской футбольной конференции, расширившись до 13 клубов. В 1950-х игры начали показывать по национальному телевидению и футбол стал главным национальным видом спорта.

## Структура сезона

### Предсезонные игры
Предсезонные игры НФЛ начинаются с матча, проходящего на неделе включения в Зал славы профессионального футбола, который проходит на «Фосетт-стэдиуме» в Кантоне (штат Огайо). Каждый клуб НФЛ обязан провести четыре предсезонные игры, две из которых должны пройти на домашнем стадионе клуба. Команды, участвующие в матче, приуроченном к введению в Зал славы, а также клубы, которые участвуют в Американ Боуле, играют пять предсезонных матчей. Все предсезонные игры являются товарищескими и не идут в зачёт регулярного чемпионата. Из-за этого команды не стремятся к победе любой ценой, а используется тренерами, чтобы оценить свои команды, а игроками, чтобы показать свои умения. Все это приводит к критике предсезонных игр со стороны некоторых болельщиков, которым не нравится платить полную цену за билет на предсезонную игру, и со стороны некоторых игроков и тренеров, которым не нравится риск получить травму перед самым началом чемпионата. Другие же считают, что предсезонные игры — неотъемлемая часть сезона НФЛ.

### Регулярный сезон
Регулярный сезон начинается в уикэнд после Дня Труда в США (первый понедельник сентября). Каждая команда играет 17 матчей в течение 18 игровых туров, называемых неделями. Традиционно одна из игр воскресенья проходит поздним вечером, в то же время, но в понедельник, играется ещё одна. Такие матчи получили названия Sunday Night Football и Monday Night Football. В последние сезоны Лига выносит один матч недели (до предпоследней) на четверг. Транслирует эти матчи бродкастинговое подразделение НФЛ. Также традиционно в День благодарения проводят матчи команды «Даллас Ковбойз» и «Детройт Лайонз».

#### История
| Кол-во игр команды в сезоне | Кол-во игр команды в сезоне |
| --------------------------- | --------------------------- |
| 1935-1936                   | 12 игр                      |
| 1937-1942                   | 11 игр                      |
| 1943-1945                   | 10 игр                      |
| 1946                        | 11 игр                      |
| 1947-1960                   | 12 игр                      |
| 1961-1977                   | 14 игр                      |
| 1978-1981                   | 16 игр                      |
| 1982                        | 9 игр (укор.)               |
| 1983-86                     | 16 игр                      |
| 1987                        | 15 игр (укор.)              |
| 1988-2020                   | 16 игр                      |
| 2021-настоящее              | 17 игр                      |

В начале 1920-х годов у НФЛ не было чёткого расписания и команды играли разное количество матчей (от 8 до 16), в основном, против профессиональных, университетских и любительских команд. С 1926 по 1946 год команды проводили от 11 до 15 игр за сезон, в зависимости от количества клубов в лиге. С 1947 по 1960 год каждая команда НФЛ играла 12 игр. В 1960 новообразованная Американская футбольная лига ввела сбалансированное расписание из 14 игр на команду за 15-недельный сезон, в котором каждая из восьми команд играла с другой дважды (дома и в гостях) с одним перерывом. В 1961 году НФЛ также применила расписание с 14 играми, но, в отличие от АФЛ, без перерывов для команд. С 1978 по 1989 год команды проводили по 16 игр за 16 недель. В 1990 НФЛ ввела в расписание свободную неделю. Каждый клуб проводил те же 16 игр, но уже за 17 недель. В 1993 году была введена дополнительная свободная неделя, но уже в следующем сезоне её отменили. С сезона 2002 года лига ввела матч-открытие сезона, проходящий в четверг вечером и транслирующийся по национальным каналам. С 2004 года матч открытия проходит с участием действующего победителя Супербоула на его поле.

#### Формула
В настоящее время каждая команда играет в регулярном сезоне по 17 игр. Соперники определяются согласно определённой формуле:
- Каждая команда играет с тремя другими из своего дивизиона дважды: одну дома, одну в гостях (шесть игр).
- Каждая команда играет с четырьмя другими из другого дивизиона своей конференции по трёхлетнему кругу: две дома, две в гостях (четыре игры, всего десять)
- Каждая команда играет с четырьмя другими из одного дивизиона другой конференции по четырёхлетнему кругу: две дома, две в гостях (четыре игры, всего четырнадцать)
- Каждая команда играет с двумя другими командами из той же конференции, занявших то же самое место в своем дивизионе в предыдущем сезоне: одна дома, одна в гостях (две игры, всего шестнадцать).

Такое расписание гарантирует каждой команде матчи со всеми другими как минимум раз в четыре года, и как минимум два раза (дома и гостях) в течение восьми лет.

##### Расписание игр для одной из команд
В этих таблицах показаны соперники команды «Питтсбург Стилерз» в сезоне 2007 года. Соперники определяются автоматически согласно определённой формуле и местам, занятыми командами в прошлом сезоне.
| Одна игра в регулярном сезоне | Две игры в регулярном сезоне | Команда, для которой показаны соперники |

| 2006    | Восток АФК  | Север АФК  | Юг АФК       | Запад АФК   |
| ------- | ----------- | ---------- | ------------ | ----------- |
| 1 место | Нью-Ингленд | Балтимор   | Индианаполис | Сан-Диего   |
| 2 место | НЙ Джетс    | Цинциннати | Теннеси      | Канзас-Сити |
| 3 место | Баффало     | Питтсбург  | Джексонвиль  | Денвер      |
| 4 место | Майами      | Кливленд   | Хьюстон      | Окленд      |

| 2006    | Восток НФК  | Север НФК | Юг НФК     | Запад НФК     |
| ------- | ----------- | --------- | ---------- | ------------- |
| 1 место | Филадельфия | Чикаго    | Нью-Орлеан | Сиэтл         |
| 2 место | Даллас      | Грин-Бей  | Каролина   | Сент-Луис     |
| 3 место | НЙ Джайентс | Миннесота | Атланта    | Сан-Франциско |
| 4 место | Вашингтон   | Детройт   | Тампа-Бэй  | Аризона       |

Согласно формуле расписания матчи между командами из дивизионов одной конференции и разных на сезон 2007 года следующие:
| Внутри конференций: - Восток АФК — Север АФК - Запад АФК — Юг АФК - Восток НФК — Север НФК - Запад НФК — Юг НФК | Между конференциями: - Восток АФК — Восток НФК - Север АФК — Запад НФК - Юг АФК — Юг НФК - Запад АФК — Север НФК |

#### Игры за пределами США

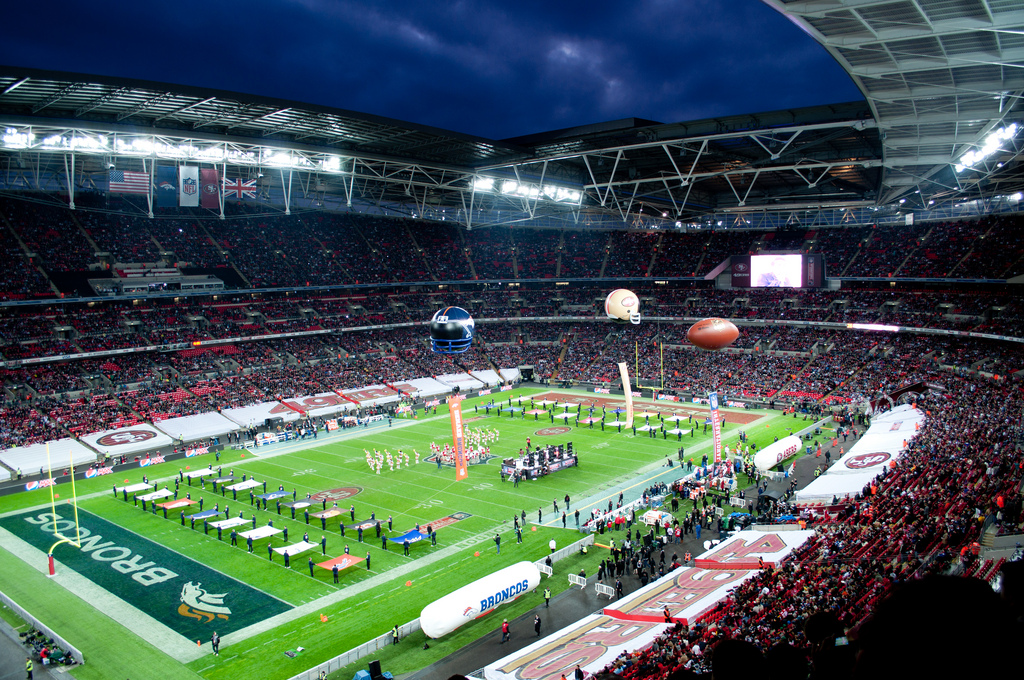
Церемония открытия на Уэмбли перед игрой Денвер Бронкос vs. Сан-Франциско 49ers в 2010

На сегодняшний момент игры регулярного сезона НФЛ проходят также и за пределами США каждый год (за исключением 2020 из пандемии COVID-19). В 2005 году «Сан-Франциско 49ерс» и «Аризона Кардиналс» играли в Мехико (Мексика). В октябре 2006 владельцы клубов НФЛ приняли план по которому две игры регулярного сезона в год, начиная с 2007 года и, по крайней мере, до 2011, будут играться за пределами США. 2 февраля 2007 года НФЛ объявила о том, что один матч регулярного сезона 2007 года будет проведён в Англии. Игра восьмой недели между «Нью-Йорк Джайентс» и «Майами Долфинс» прошла в Лондоне на стадионе «Уэмбли» 28 октября 2007 года. В долгосрочный план входят две международные игры за сезон в течение 16 лет. Это гарантирует всем командам по две игры за пределами США за этот период: одну в качестве номинального гостя, другую в качестве номинального хозяина поля.

### Плей-офф
Плей-офф — турнир на выбывание определяющий лучшую команду сезона. Семь команд из каждой конференции — четыре победителя дивизиона и 3 команды, получившие Wild card, — квалифицируются в плей-офф в соответствии с итогами регулярного сезона, в котором каждая команда играет по 16 игр. Турнир, состоящий из четырёх раундов, завершается Супербоулом — финальной игрой сезона. В каждом раунде команды проводят по одной игре. Преимущество своего поля имеют клубы, показавшие лучший результат в регулярном сезоне. Исключением является Супербоул, проходящий на нейтральном поле (не считая того случая, если сама команда-хозяин поля попадает в Супербоул).
Первые игры плей-офф в НФЛ состояли всего из одной игры. В 1933 году впервые была введена «Чемпионская игра», в которой за звание чемпиона лиги встречались две лучшие команды регулярного сезона. В 1967 году плей-офф приобрёл свой привычный вид — уже четыре команды участвовали в играх на вылет. В 1970 году, после объединения АФЛ и НФЛ, в плей-офф могло участвовать восемь команд; в 1978 — десять, в 1990 - двенадцать, а в 2020 - 14.

## Команды
В настоящее время НФЛ состоит из 32 команд, разделённых на две конференции по шестнадцать команд в каждой. Каждая конференция поделена на четыре дивизиона по четыре команды в каждом. Во время регулярного чемпионата в составе каждого клуба может находиться до 53 игроков, из которых только 46 игроков могут заявлены на определённую игру. В каждом клубе также может быть тренировочная команда, состоящая из восьми игроков, которые не входят в основной состав и в которую могут входить футболисты, не бывшие заявленные как минимум на девять игр в любом из своих сезонов в лиге. Игрок может находиться в тренировочной команде не более трёх сезонов.
Каждой команде НФЛ гарантируется франшиза, лига предоставляет исключительные привилегии на деятельность в своём родном городе. Франшиза включает в себя «Домашнюю территорию» (75 миль вокруг границ города или, если клуб находится в пределах 100 миль от другого клуба, половину расстояния между городами) и «Домашнюю маркетинговую зону» (Домашняя территория плюс остальная часть штата, в котором находится команда, а также область вокруг тренировочного лагеря). Каждый член НФЛ имеет эксклюзивное право на проведение игр по американскому футболу внутри своей Домашней территории, а также эксклюзивное право на рекламу, продвижение и проведение мероприятий в своей Домашней маркетинговой зоне. Существует несколько исключений к этому правилу, связанных с тем, что некоторые команды НФЛ находятся близко друг к другу: «Сан-Франциско Форти Найнерс» и «Окленд Рэйдерс» имеют только эксклюзивные права на свои города и делят права вне их; клубы, находящиеся в одном городе (например, «Нью-Йорк Джайентс» и «Нью-Йорк Джетс») или в одном штате (например, Калифорния, Флорида, Техас) делят права на Домашнюю территорию и Домашнюю маркетинговую территорию соответственно.
Все клубы НФЛ базируются в континентальных штатах. Хотя ни одна команда не базируется в других странах, ежегодно «Баффало Биллс» играет одну домашнюю игру в «Роджерс-центре» в Торонто (Канада) в рамках Bills Toronto Series, а с 2013 по 2015 год «Джексонвилл Джагуарс» играют одну домашнюю игру на стадионе «Уэмбли» в Лондоне (Англия) в рамках NFL International Series В 2005 году в Мексике проходил один матч регулярного чемпионата НФЛ между «Сан-Франциско Форти Найнерс» и «Аризоной Кардиналс» под названием «Fútbol Americano», а также здесь с 1986 по 2005 год прошло 39 международных предсезонных игр в рамках American Bowl series.
Согласно Forbes, самым дорогим клубом НФЛ является «Даллас Ковбойс», чья цена оценивается в 3,2 млрд долларов. Ещё три команды оцениваются в 2 млрд и более: «Нью-Ингленд Пэтриотс» ($2,6 млрд), «Вашингтон Коммандерс» ($2,4 млрд) и «Нью-Йорк Джайентс» ($2,1 млрд). «Ковбойс» являются самым дорогим спортивным клубом в США и делят второе место с «Барселоной» в списке самых дорогих клубов мира, уступая лишь «Реал» Мадриду ($3,4 млрд). Все 32 команды НФЛ входят в список 50 самых дорогих команд мира. Четырнадцать владельцев клубов НФЛ входят в список Forbes 400 и по этому показателю НФЛ является лидером среди всех спортивных лиг и организаций мира.
В 2024 году голосованием владельцев команд (31 против 1), клубам было разрешено продавать до 30% акций клубов частным инвестиционным группам, при этом один инвестиционный фонд сможет владеть максимум 10% клуба. План обсуждался с 2019 года, было решено проследить за опытом других лиг (Главная лига бейсбола, Национальная хоккейная лига, Национальная баскетбольная ассоциация) из-за изначального нежелания размывать контроль над клубом владельцами нескольких франшиз («Чикаго Беарз», «Нью-Йорк Джайентс», «Питтсбург Стилерз» и других). На встрече в августе владельцы лиги одобрили инвестиции четырёх частных инвестиционных групп: Arctos Sports Partners, Sixth Street Partners и Ares Management получили право инвестировать не более чем в шесть команд одновременно, консорциум из Blackstone и Carlyle Group - в 12.

### Американская футбольная конференция
| Американская футбольная конференция |                       |                            |                           |
| Дивизион                            | Команда               | Стадион                    | Город, штат               |
| Восток                              | Баффало Биллс         | Bills Stadium              | Орчард-Парк, Нью-Йорк     |
| Восток                              | Майами Долфинс        | Hard Rock Stadium          | Майами-Гарденс, Флорида   |
| Восток                              | Нью-Ингленд Пэтриотс  | Gillette Stadium           | Фоксборо, Массачусетс     |
| Восток                              | Нью-Йорк Джетс        | MetLife Stadium            | Ист-Ратерфорд, Нью-Джерси |
| Север                               | Балтимор Рэйвенс      | M&T Bank Stadium           | Балтимор, Мэриленд        |
| Север                               | Цинциннати Бенгалс    | Paul Brown Stadium         | Цинциннати, Огайо         |
| Север                               | Кливленд Браунс       | FirstEnergy Stadium        | Кливленд, Огайо           |
| Север                               | Питтсбург Стилерз     | Heinz Field                | Питтсбург, Пенсильвания   |
| Юг                                  | Хьюстон Тексанс       | NRG Stadium                | Хьюстон, Техас            |
| Юг                                  | Индианаполис Колтс    | Lucas Oil Stadium          | Индианаполис, Индиана     |
| Юг                                  | Джэксонвилл Джагуарс  | TIAA Bank Field            | Джексонвилл, Флорида      |
| Юг                                  | Теннесси Тайтенс      | Nissan Stadium             | Нашвилл, Теннесси         |
| Запад                               | Денвер Бронкос        | Empower Field at Mile High | Денвер, Колорадо          |
| Запад                               | Канзас-Сити Чифс      | Arrowhead Stadium          | Канзас-Сити, Миссури      |
| Запад                               | Лас-Вегас Рэйдерс     | Allegiant Stadium          | Парадайс, Невада          |
| Запад                               | Лос-Анджелес Чарджерс | SoFi Stadium               | Карсон, Калифорния        |

### Национальная футбольная конференция
| Национальная футбольная конференция |                             |                         |                            |
| Дивизион                            | Команда                     | Стадион                 | Город, штат                |
| Восток                              | Даллас Ковбойз              | AT&T Stadium            | Ирвинг, Техас              |
| Восток                              | Нью-Йорк Джайентс           | MetLife Stadium         | Ист-Ратерфорд, Нью-Джерси  |
| Восток                              | Филадельфия Иглз            | Lincoln Financial Field | Филадельфия, Пенсильвания  |
| Восток                              | Вашингтон Коммандерс        | FedEx Field             | Лендовер, Мэриленд         |
| Север                               | Чикаго Беарз                | Soldier Field           | Чикаго, Иллинойс           |
| Север                               | Детройт Лайонс              | Ford Field              | Детройт, Мичиган           |
| Север                               | Грин-Бей Пэкерс             | Lambeau Field           | Грин-Бей, Висконсин        |
| Север                               | Миннесота Вайкингс          | U.S. Bank Stadium       | Миннеаполис, Миннесота     |
| Юг                                  | Атланта Фэлконс             | Mercedes-Benz Stadium   | Атланта, Джорджия          |
| Юг                                  | Каролина Пэнтерс            | Bank of America Stadium | Шарлотт, Северная Каролина |
| Юг                                  | Нью-Орлеан Сэйнтс           | Mercedes-Benz Superdome | Новый Орлеан, Луизиана     |
| Юг                                  | Тампа-Бэй Бакканирс         | Raymond James Stadium   | Тампа, Флорида             |
| Запад                               | Аризона Кардиналс           | State Farm Stadium      | Глендейл, Аризона          |
| Запад                               | Лос-Анджелес Рэмс           | SoFi Stadium            | Инглвуд, Калифорния        |
| Запад                               | Сан-Франциско Форти Найнерс | Levi’s Stadium          | Санта-Клара, Калифорния    |
| Запад                               | Сиэтл Сихокс                | CenturyLink Field       | Сиэтл, Вашингтон           |